# 关盛志
关盛志（1916年—2011年9月13日），安徽六安人，中国人民解放军将领、中国人民解放军少将。
毕业于解放军高等军事学院。1955年，担任兰州军区空军政治委员。1968年，接替李勃，担任济南军区空军政治委员。1970年，由王平水接任。1955年，授中国人民解放军少将军衔1。